# 大苞景天
大苞景天（学名：Sedum amplibracteatum）是景天科景天属的植物。分布在缅甸以及中国大陆的湖北、湖南、河南、云南、甘肃、四川、贵州、陕西等地，生长于海拔1,100米至2,800米的地区，一般生于山坡林下阴湿处，目前尚未由人工引种栽培。

## 别名
苞叶景天（植物分类学报增刊） 一朵云（秦岭植物志） 山胡豆（改订植物名汇） 鸡爪七、活血草（湖北植物志）

## 异名
- Sedum amplibracteatum K. T. Fu var. emargrinatum (S. H. Fu) S. H. Fu
- Sedum bracteatum var. emarginatum S. H. Fu